# ژاکلین ژوبر
ژاکلین ژوبر (فرانسوی: Jacqueline Joubert‎؛ ‏ ۲۹ مارس ۱۹۲۱ – ۸ ژانویهٔ ۲۰۰۵) مجری تلویزیون و راوی اهل فرانسه بود. او به همراه آرلت آکار، از نخستین گویندگان تصویری (یا به اصطلاح «اسپیکرین‌ها») تلویزیون فرانسه پس از جنگ جهانی دوم به‌شمار می‌رفت.
او از سال ۱۹۵۹ تا ۱۹۶۲ مجری مسابقه آواز یوروویژن بود و آغاز فعالیت‌های تلویزیونی هنرمند فرانسوی دوروته، از یکی از برنامه‌های تلویزیونی او بود.